# Parafia św. Katarzyny w Sąspowie
Parafia św. Katarzyny w Sąspowie – parafia rzymskokatolicka w dekanacie sułoszowskim, diecezji sosnowieckiej. Erygowana w 1760. Mieści się na wapiennej skale nad miejscową szkołą. Od 1989 proboszczem parafii był ksiądz Michał Wójs. Od 1 lipca 2012 roku prowadzi ją ksiądz Mariusz Górszczyk.
Do parafii należy również Kaplica Miłosierdzia Bożego w Woli Kalinowskiej.

## Historia
Parafia pw. św. Katarzyny w Sąspowie istniała prawdopodobnie w XIV w. Pierwotnie istniała drewniana świątynia wybudowana około 1314, która przetrwała do XVIII w. W 1740 r. staraniem wiernych i ks. Andrzeja Gogulskiego na miejscu starego kościoła zbudowano nowy murowany, który został uroczyście poświęcony w 1780 r. przez biskupa krakowskiego Andrzeja Gawrońskiego.
Na terenie parafii w 1995 r. wybudowano kaplicę pw. Miłosierdzia Bożego w Woli Kalinowskiej, którą 1 października 1995 r. pobłogosławił biskup sosnowiecki Adam Śmigielski SDB.

## Proboszczowie
Źródło: 
1. ks. Andrzej Józef Gogulski
2. ks. Szymon Majewski
3. ks. Jan Michniakiewicz
4. ks. Marcin Talarski
5. ks. Jan Nepomucen Filarski
6. ks. Mikołaj Paczko
7. ks. Franciszek Rogoziński
8. ks. Tomasz Włodek
9. ks. Teofil Rzemiński
10. ks. Ignacy Kopiński
11. ks. Bolesław Ziemoński
12. ks. Mateusz Kluba
13. ks. Antoni Tuchowski
14. ks. Tomasz Samborski
15. ks. Jan Kanty Sapiński
16. ks. Władysław Nowodworski
17. ks. Franciszek Pustułka
18. ks. Nowakowski
19. ks. Jan Nowak
20. ks. Jerzy Utrata
21. ks. Musiał ???
22. ks. Jan Książkiewicz
23. ks. Jan Bugaj
24. ks. Zygmunt Prusek
25. ks. Ludwik Krzysik
26. ks. Michał Wójs (1989–2012)
27. ks. Mariusz Górszczyk (od 2012)